# Hakan Serbes
Håkan Serbes (ur. 25 listopada 1974 w Hanowerze) – niemiecki aktor filmów pornograficznych pochodzenia tureckiego.

## Życiorys

### Wczesne lata
Urodził się w Hanowerze w Dolnej Saksonii jako syn tureckich imigrantów. Wychowywał się z trzema braćmi. Przez jedenaście lat uczył się w szkole podstawowej i gimnazjum, a przez rok uczęszczał do technikum, które ukończył 1 lipca 1993. 

### Kariera
Po obejrzeniu w telewizji reportażu o wytwórni VTO (Video Teresa Orlowski) w Hanowerze, po dziesięciu dniach skontaktował się z firmą i jako 20–latek dostał się do biznesu porno. W 1994 wystąpił w kilku produkcjach VTO, w tym w Ein Bett für Zehn z Jayem Lassiterem, Fotze zu versteigern z Rayem Victory i Zenzą Raggi, Wild Party: Fickness oraz Offene Spalten z Davidem Perry. 
Jego zdjęcia znalazły się w magazynach: „Freshmen” (pod pseudonimem Leonardo Hill w maju 1995 i maju 1996), „Mandate” (w październiku 2001 jako Wolfgang Schnetel i we wrześniu 2002 jako Hakan Dan), „Playgirl” (w lipcu 2001), „HMR (Hot Male Review)” (w grudniu 1995) i „The Advocate Classifieds” (nr 116 z 4 marca 1997).
W sierpniu 1995 w Rzymie otrzymał ofertę od włoskiego reżysera Joego D’Amato - objęcia roli tytułowego legendarnego bandyty Salvatore’a Giuliana w Don Salvatore - l’ultimo Siciliano na motywach powieści Mario Puzo Sycylijczyk. W wieku 21 lat przeniósł się do Włoch, gdzie pracował przez ok. 18 miesięcy dla Butterfly Pictures. Był protagonistą we włoskich wysokobudżetowych produkcjach In-X-Cess Productions, takich jak Virility (1995) jako Tancredi, bratanek księcia Fabrizio, Flamenco Ecstasy (1996), Antonio e Cleopatra (1996) wg tragedii Williama Shakespeare’a Antoniusz i Kleopatra jako Marek Antoniusz, Torero (1996) u boku Rocco Siffrediego jako Manolo Acever, Uwiedzenie cyganki (Seducción gitana, 1996) jako fotograf, Messalina (1996) jako Gajusz Apiusz Juniusz Sylan z Kelly Trump w roli Walerii Messaliny, Carmen (1996), Sodoma & Gomorra (1997) jako mężczyzna na trybunale Gomory, Samson in the Amazon's Land/Le fatiche erotiche di Hercules (1997) jako mitologiczny Herkules, Nerone, perversioni dell' impero (1997) jako Neron, Ostatnia walka (The Last Fight, 1997) jako bokser z Rocco Siffredim, Rudy (1997) jako Rudolph Valentino i Looker (1998). 
Pracował na planie filmowym dla Private Media Group i Mario Salieri Entertainment Group. W 1996 w Madrycie grał postać Michela w filmie International Film Group (IFG) Showgirls w reżyserii José Maríi Ponce. U Harry’ego S. Morgana wystąpił w produkcjach Videorama: Teeny Exzesse 49: Wilde Schwestern (1997) z Silvią Saint i 33 cm Das Monster im Arsch (2009) z Vivian Schmitt.
W 1997 wstąpił do armii niemieckiej, gdzie odbył służbę wojskową, zanim powrócił na ekran w maju 1998. Grał we francuskich filmach Vidéo Marc Dorcel (VMD) – Empreinte du vice (1998) i Labyrinthe (1999) z Laure Sainclair.
W lutym 2001 założył swoją pierwszą stronę internetową. Zanim zaczął pracować jako freelancer, zagrał w filmie Seymore Butts Only the Seasons Butts 6 (2001). Współpracował z fotografem Deanem Keeferem. W 2003, w wieku 28 lat przerwał swoją karierę filmową i z czasem założył własną firmę Hakan Dan Production, a 2009 otworzył niezależną wytwórnię H.A.G.R.O.con z siedzibą w Hanowerze.
W kwietniu 2011 w ogłoszonym przez hiszpański portal 20minutos.es rankingu „Najlepsze aktorki i aktorzy porno” (Mejores actores y actrices porno) zdobył trzynaste miejsce, a w plebiscycie tegoż portalu „Ulubiony aktor porno” (Mis Actores Porno Favoritos) w grudniu 2017 zajął jedenaste miejsce. We wrześniu 2013 zajął szóste miejsce wśród 10 popularnych męskich gwiazd porno portalu Crazypundit.com. Trafił też na listę ManCrushes.com „Top 100 najprzystojniejszych niemieckich mężczyzn”.
W 2013 nagrał utwór z gatunku hip–hop / rap „Pussylover”.
W 2022 znalazł się na trzecim miejscu listy „21. najlepszych niemieckich gwiazd porno” portalu EuroSexScene.com.

## Życie prywatne
Miał krótki romans z włoską gwiazdą porno Selen (właściwie Luce Caponegro), którą poznał na planie filmu Selvaggia (1997). 
W latach 1997–1998 mieszkał w Brnie w Czechach i był związany z czeską aktorką porno Silvią Saint, którą poznał na planie filmu Marca Dorcela. W 2000 przeniósł się do Budapesztu, gdzie mieszkał przez rok razem ze swoim przyjacielem po fachu Karimem. 
W 2001 powrócił do Niemiec. W latach 2001–2005 był związany z aktorką brazylijską Luną Rio, z którą żył na obrzeżach Lucerny w Szwajcarii. Po powrocie do Niemiec zaczął życie z nową partnerką, co nie przeszkodziło mu aż do roku 2007 brać udział w kilku niemieckich produkcjach porno.

## Nagrody i nominacje
| Rok  | Nagroda    | Kategoria                                      | Film                        | Inni wykonawcy                    | Rezultat  |
| ---- | ---------- | ---------------------------------------------- | --------------------------- | --------------------------------- | --------- |
| 1996 | XRCO Award | Najlepsza scena seksu grupowego                | American Tushy (1996)       | Missy, Taren Seele i Alex Sanders | Wygrana   |
| 1997 | AVN Award  | Najlepsza scena seksu grupowego                | American Tushy (1996)       | Missy, Taren Seele i Alex Sanders | Wygrana   |
| 2001 | AVN Award  | Najlepsza scena seksu grupowego                | Mission to Uranus (2000)    | Alisha Klass i McKayla Matthews   | Wygrana   |
| 2002 | AVN Award  | Najlepsza scena seksu w produkcji zagranicznej | Face Dance Obsession (2000) | Daniella Rush i Nacho Vidal       | Nominacja |